# Гаитянский щелезуб
Гаитянский щелезуб (лат. Solenodon paradoxus) — один из двух современных видов млекопитающих из семейства щелезубовых (Solenodontidae). Обитает исключительно на острове Гаити.
Исследование митохондриальной ДНК этого ядовитого млекопитающего показало, что линия гаитянского щелезуба отделилась от древа остальных млекопитающих 78—76 млн лет назад (меловой период).

## Внешний вид
Гаитянские щелезубы несколько мельче кубинских. Длина тела взрослых особей — 28—35 см, длина хвоста — 20—25 см. Масса составляет около килограмма.

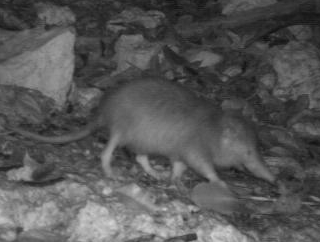

## Размножение и продолжительность жизни
Вид характеризуется более долгими, чем у большинства насекомоядных, сроками беременности и лактации — 84 и 75 дней, соответственно. Самки приносят в год по два помёта, состоящих из одного-двух детёнышей. Продолжительность жизни может доходить до 11 лет (зарегистрирована у особи, содержавшейся в неволе).